# Gymnocranius grandoculis
Gymnocranius grandoculis är en fiskart som först beskrevs av Valenciennes, 1830.  Gymnocranius grandoculis ingår i släktet Gymnocranius och familjen Lethrinidae. Inga underarter finns listade i Catalogue of Life.